# Ювілейна медаль «100 років Транссибірської магістралі»
Ювілейна медаль «100 років Транссибірської магістралі» (рос. юбилейная медаль «100 лет Транссибирской магистрали») — державна нагорода Російської Федерації у 2001 — 2010 роках. З вересня 2010 року не входить до системи державних нагород Російської Федерації.

## Історія нагороди
- 27 червня 2001 року указом Президента Російської Федерації В. В. Путіна «Про ювілейну медаль „100 років Транссибірської магістралі“»[1] на відзначення 100-річчя Транссибірської залізничної магістралі була заснована ювілейна медаль «100 років Транссибірської магістралі» та затверджені положення та опис медалі. Тим самим указом було постановлено нагородити медаллю громадян відповідно до положення та доручено Міністерству шляхів сполучення Росії провести її вручення.
- Указом Президента Російської Федерації від 7 вересня 2010 року № 1099 «Про заходи щодо вдосконалення державної нагородної системи Російської Федерації»[2] було встановлено, що ювілейні медалі, у тому числі й медаль «100 років Транссибірської магістралі», не входять до системи державних нагород Російської Федерації.

## Положення про медаль
Ювілейною медаллю «100 років Транссибірської магістралі» нагороджуються працівники залізничного транспорту, що бездоганно пропрацювали в галузі 20 і більше років, а також інші громадяни, які зробили значний внесок у розвиток Транссибірської залізничної магістралі.

### Порядок носіння
Положенням передбачалося, що медаль «100 років Транссибірської магістралі» носиться на лівій стороні грудей і розташовується після медалі Пушкіна.

## Опис медалі
- Ювілейна медаль «100 років Транссибірської магістралі» сріблястого кольору, з нейзильберу, має форму кола діаметром 32 мм з опуклим бортиком з обох сторін.
- На лицьовій стороні медалі — зображення локомотива, що рухається вправо, із залізничним составом. У верхній частині, по центру, — старовинна емблема Сибіру (два соболя, що підтримують корону, лук і стріли). По колу медалі — напис: «100 лет Транссибирской магистрали».
- На зворотному боці медалі, в центрі, — цифри «1901» і «2001», між якими — зображення молотка і гайкового ключа, що перехрещуються .
- Усі зображення і цифри на медалі рельєфні.
- Медаль за допомогою вушка і кільця з'єднується з п'ятикутною колодкою, обтягнутою шовковою муаровою стрічкою з рівних поздовжніх смуг зеленого, чорного і сріблястого кольору. Ширина стрічки — 24 мм.